# Projet de bombe atomique soviétique
Le projet soviétique de développement d’une bombe atomique (en russe: Создание советской атомной бомбы) est un programme de recherche et de développement top secret décidé fin 1942 par Staline, alors que la bataille de Stalingrad faisait encore rage, et débuté en 1943 par l'établissement de l'Institut Kourtchatov, du nom de son directeur Igor Kourtchatov. Il est très vraisemblable que la décision d'entamer ce projet alors que l'URSS était encore en très mauvaise position vis-à-vis de l'Allemagne nazie a été favorisée par des informations faisant état d'un intérêt réel par les États-Unis pour le développement d'un tel projet, à savoir la mise en œuvre du projet Manhattan, ce qui aurait contribué à crédibiliser le projet aux yeux de Staline.
Ces recherches scientifiques furent dirigées par le physicien nucléaire soviétique Igor Kourtchatov, tandis que la logistique militaire et les efforts de renseignement furent lancés et gérés par le directeur du NKVD Lavrenti Beria. 
L'histoire aurait commencé par une lettre du physicien Gueorgui Fliorov adressée à Staline et lui demandant de commencer urgemment la recherche. Selon Fliorov, étant donné la découverte (publique) de la fission nucléaire en 1939, il était plus que probable que d'autres puissances, alliées ou ennemies, travaillent à ce projet. Toutefois, en raison de la guerre intense et sanglante avec l'Allemagne nazie, il fut impossible d’y consacrer d’importants efforts.
Les Soviétiques accélérèrent leur programme après les bombardements atomiques américains d'Hiroshima et de Nagasaki. Le projet de recherche fut accompagné d'un volet chargé de la collecte de renseignements sur le projet allemand d'un côté, et américain de l'autre par le renseignement militaire soviétique (GRU).
Après la guerre, l'Union soviétique agrandit ses installations de recherche, ses réacteurs militaires, et employa de nombreux scientifiques.
Possiblement aidée par le succès de l’opération Alsos et un réseau d'espionnage atomique, l'Union soviétique effectua son premier essai d'une arme atomique, de type à implosion, RDS-1, aussi connue sous le nom de code Первая молния (Premier éclair), le 29 août 1949, à Semipalatinsk, en République socialiste soviétique kazakhe. Avec la réussite de ce test, l'Union soviétique devint le deuxième pays après les États-Unis à faire exploser une arme nucléaire.

## Physique nucléaire en Union soviétique
Au début des années 1930, les Soviétiques étaient à la pointe de la recherche en physique nucléaire. L'intérêt soviétique initial en physique nucléaire avait commencé au début des années 1930, une époque où une variété de découvertes et de réalisations importantes dans le domaine nucléaire furent réalisées (telles que l'identification du neutron et du proton comme les particules fondamentales, le fonctionnement du premier cyclotron d’une énergie supérieure à 1 MeV, et le premier "cassage" de noyau atomique par John Cockcroft et Ernest Walton). Même avant la révolution russe et la révolution de Février, le minéralogiste Vladimir Vernadski avait lancé un certain nombre d'appels publics pour une recherche sur les gisements d'uranium en Russie. La principale motivation pour la recherche nucléaire à l'époque était le radium, qui avait des applications autant scientifiques que médicales, et pourrait être récupéré dans l'eau de forage des champs de pétrole d’Oukhta.
Après la découverte de la fission nucléaire à la fin des années 1930, les scientifiques soviétiques, comme les scientifiques du monde entier, se rendirent compte que les réactions nucléaires pourraient, en théorie, être utilisées pour libérer de grandes quantités d'énergie de liaison. Comme en Occident, les nouvelles concernant la fission créèrent beaucoup d’enthousiasme parmi les scientifiques soviétiques et de nombreux physiciens réorientèrent leurs recherches vers des domaines impliquant la physique nucléaire, car elle était considérée comme un domaine de recherche prometteur. La recherche nucléaire soviétique n'était pas loin derrière les scientifiques occidentaux : Yakov Frenkel avait fait le premier travail théorique sur la fission en l'Union soviétique en 1940, et Gueorgui Fliorov et Lev Rusinov conclurent que 3 ± 1 neutrons étaient émis par la fission quelques jours seulement après que des conclusions similaires furent établies par l'équipe de Frédéric Joliot-Curie.

## Les débuts du programme
Le physicien soviétique Gueorgui Fliorov remarqua qu’en dépit des progrès que les physiciens allemands, britanniques et américains avaient faits dans la recherche sur la fission de l'uranium, les revues scientifiques avaient cessé de publier des articles sur ce sujet. Fliorov en déduisit que ce type de recherche venait probablement d'être classé secret, et écrivit à Staline en avril 1942. Il cita l'absence de réponse qu’il avait lui-même rencontrée en essayant de susciter l'intérêt pour des recherches similaires, et avertit Staline des conséquences du développement des armes atomiques : « […] les résultats dépasseront tellement ce qu’on connait qu'il ne sera pas nécessaire de déterminer qui sera à blâmer pour le fait que ce travail ait été négligé dans notre pays ». En septembre 1942, Staline, à qui avait déjà été présentée la preuve de programmes nucléaires occidentaux, décida de lancer un programme soviétique de développement d’une bombe atomique dirigé par Igor Kourtchatov. La création en 1943 du Laboratoire no 2 de l'Académie des Sciences de l'URSS sous la direction d'Igor Kourtchatov fut la première étape du projet de bombe atomique soviétique.
Dans la foulée du bombardement atomique des villes japonaises d'Hiroshima et de Nagasaki, Staline prit la décision d'accélérer la recherche et le développement, augmentant le développement des réacteurs nucléaires militaires et des installations de recherche dans tout le pays. Le 9 avril 1946, le Conseil des ministres de l'URSS adopta la résolution sur la création du Bureau d'étude n°11 (KB-11) pour développer une bombe atomique.
La décision de créer le Borlag où une mine d'uranium doit être exploitée a été prise le 15 janvier 1949, par la résolution du conseil des Ministres de l'URSS no 172-52, sous la mention "Top secret" (en russe : Совершенно секретно) .

## Administration et personnel
Initialement, en 1940, l'administration de ce programme avait été donnée au ministère soviétique des Affaires étrangères avec à sa tête le ministre des Affaires étrangères Viatcheslav Molotov comme premier administrateur, Mikhail Pervoukhine son adjoint. Staline et Molotov chargèrent l'Académie des Sciences de trouver un administrateur de la science notable pour diriger la recherche en physique nucléaire. Abram Fiodorovitch Ioffé recommanda Igor Kourtchatov à Molotov et Molotov conseilla à Staline de nommer Kourtchatov à la tête du programme scientifique soviétique sur les armes nucléaires, alors naissant. D'autres figures importantes furent Iouli Khariton, Iakov Zeldovitch, Abram Fedorovitch Ioffe, Gueorgui Fliorov, et le futur dissident et chef de file de la conception théorique de la bombe à hydrogène, Andreï Sakharov.
En 1944, Staline remit le programme au Commissariat populaire aux affaires intérieures (NKVD) et Molotov fut remplacé par Lavrenti Beria, chef du NKVD. Sous l’impitoyable Beria, le NKVD aida les espions atomiques. Beria fit également infiltrer le programme nucléaire nazi. Immédiatement après la fin de la Seconde Guerre mondiale, de nombreuses personnalités notables du programme nucléaire allemand furent emmenées de force en Union soviétique où elles apportèrent une aide considérable aux recherches soviétiques sur les armes nucléaires.[réf. nécessaire]

## Espionnage

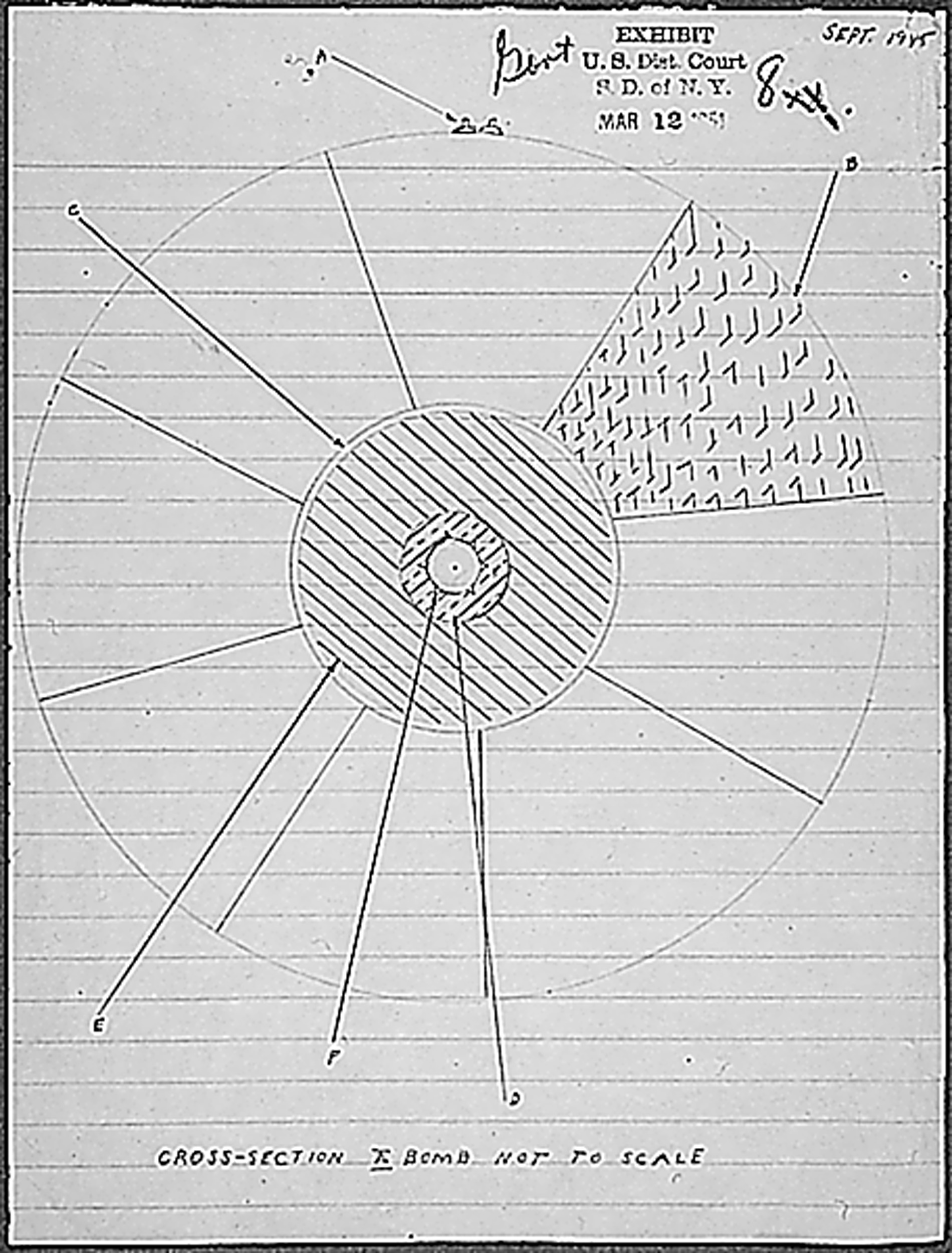
Croquis en coupe d'une bombe atomique par David Greenglass.

### Réseau atomique soviétique
Le projet atomique soviétique bénéficia des efforts d'espionnage, couronnés de succès, de la Glavnoye Razvedyvatel'noye Upravleniye (GRU) ainsi que du service de renseignement extérieur de la Narodnyy Komissariat vnutrennikh del (NKVD)[réf. nécessaire].
Des informations issues de sources de renseignement au Royaume-Uni jouèrent un rôle dans la décision du Conseil état soviétique de la Défense (Gosudarstvennyj Komitet Oborony - GKO), en septembre 1942, d'approuver la résolution 2352, qui marqua le début du projet de la bombe atomique soviétique.
Grâce à des sources dans le projet Manhattan, notamment Klaus Fuchs, le renseignement soviétique obtint des informations importantes sur l'état d'avancement des États-Unis sur leur projet de bombe atomique. Des rapports de renseignement furent montrés aux dirigeants du projet atomique soviétique et eurent un impact significatif [réf. nécessaire] sur la direction suivie par le programme de recherche soviétique.
Par exemple, le travail soviétique sur les méthodes de séparation d'isotopes de l'uranium fut modifié quand il fut signalé, à la surprise de Kourtchatov, que les Américains avaient opté pour la méthode de diffusion gazeuse [réf. nécessaire]. Alors que les recherches sur d'autres méthodes de séparation continuèrent tout au long des années de guerre, l’accent fut mis sur la réplication des succès américains avec la diffusion gazeuse. Une autre percée importante, attribuée au renseignement [réf. nécessaire], fut la possibilité d'utiliser du plutonium, au lieu de l'uranium, dans une arme de fission. L’extraction du plutonium dans une « pile à uranium » permit de court-circuiter le difficile processus de séparation de l'uranium, méthode que Kourtchatov apprit de l’espionnage du projet Manhattan.[réf. nécessaire]
Certains[Qui ?] ont toutefois douté du caractère décisif des informations ainsi obtenues : selon eux, l'espionnage aurait eu pour vertu principale, pour l'URSS, de comprendre que les États-Unis croyaient vraiment en ce projet, ce qui l'aurait crédibilisé aux yeux de Staline ; en revanche, ils soulignent le manque de preuves montrant que des informations scientifiques ou industrielles d'un intérêt réel aient véritablement modifié le cours du projet.

### Gestion du renseignement soviétique à l’intérieur du projet Manhattan
En 1945, le renseignement soviétique obtint des renseignements sur le projet Manhattan,[réf. incomplète]. Alexei Kojevnikov estime, sur la base de documents soviétiques nouvellement rendus publics, que le principal gain apporté par l’espionnage à la recherche soviétique a été d’accélérer le projet soviétique en permettant d'éviter à Khariton de dangereux essais pour déterminer la taille de la masse critique. « Chatouiller la queue du dragon », comme cela était appelé aux États-Unis, consomma du temps et coûta au moins deux vies, celles de Harry Daghlian Jr. et Louis Slotin.
L'un des principaux éléments d'information que le renseignement soviétique obtint de Fuchs, était une section efficace de la fusion DT. Ces données furent portées à la connaissance des hauts fonctionnaires soviétiques environ trois ans avant d'être rendues publiques dans la revue Physical Review en 1949. Cependant, elles ne furent transmises à Vitaly Ginzburg ou Andreï Sakharov que très tardivement, quelques mois avant leur publication. Initialement, Ginzburg et Sakharov estimaient que cette section efficace était semblable à la réaction DD. Une fois la section transversale réelle connue de Ginzburg et de Sakharov, la conception Sloika devint une priorité, ce qui entraîna l’essai thermonucléaire de 1953.
Les années 1990, avec la publication des documents du renseignement soviétique, montrèrent l'étendue et le type des informations obtenues par les Soviétiques de sources américaines. Un débat animé s’ensuivit en Russie et à l'étranger sur l'importance relative de l'espionnage, par opposition aux efforts propres des scientifiques soviétiques, dans la fabrication de la bombe soviétique. La grande majorité des chercheurs conviennent que si le projet atomique soviétique était d'abord et avant tout un produit de l'expertise locale et des talents scientifiques, il est clair que les efforts d'espionnage contribuèrent au projet de diverses manières et très certainement raccourcirent le temps nécessaire pour développer la bombe atomique.
En comparant les délais de développement de la bombe H, certains chercheurs arrivèrent à la conclusion que les Soviétiques avaient un délai raccourci dans l'accès aux informations classifiées concernant la bombe H au moins entre la fin de 1950 et 1953. Auparavant, par exemple, en 1948, Fuchs avait donné aux Soviétiques une mise à jour détaillée des progrès de la conception « super classique », y compris l’idée d'utiliser le lithium, mais n'avait pas précisé qu'il s'agissait de lithium-6. Teller admit en 1951 le fait que le fonctionnement « super classique » était impossible, à la suite des résultats obtenus par divers chercheurs (dont Stanislaw Ulam) et de calculs effectués par John von Neumann à la fin de 1950.
Pourtant, la recherche sur l’analogue soviétique du « super classique » s'est poursuivie jusqu'en décembre 1953, lorsque les chercheurs furent réaffectés à un nouveau projet qui allait devenir un vrai modèle de bombe H, basé sur l'implosion par rayonnement. Savoir si le renseignement soviétique était en mesure d'obtenir des données précises sur la conception Teller-Ulam en 1953 ou au début de 1954 est toujours objet de conjectures. Pourtant, les responsables soviétiques incitèrent les scientifiques à travailler sur une nouvelle conception, et l'ensemble du processus prit moins de deux ans entre janvier 1954 et l’essai réussi en novembre 1955. Cela prit également quelques mois seulement avant que l'idée de l'implosion par rayonnement fût émise, et il n'existe aucune preuve documentée établissant qui en eut le premier l’idée. Il est également possible que les Soviétiques furent en mesure d'obtenir un document perdu par John Wheeler dans un train en 1953, qui aurait contenu des informations clés sur la conception de l'arme.

## Importation et extraction de l'uranium
Le problème le plus important au début du projet soviétique était l'achat de minerai d'uranium, l'URSS n'ayant pas de ressources nationales connues au début du projet.
Le réacteur soviétique F-1, qui commença à fonctionner en décembre 1946, fut alimenté avec de l'uranium confisqué du projet de bombe atomique allemande. Cet uranium avait été extrait au Congo belge, et était tombé dans les mains des Allemands après l’invasion et l'occupation de la Belgique en 1940. D’autres sources d’uranium, dans les premières années du programme, furent des mines en Allemagne de l'Est (SAG Wismut), en Tchécoslovaquie, en Bulgarie, en Roumanie (près de Stei) et en Pologne. Finalement, de grandes ressources domestiques furent découvertes.
Entre 1945 et 1950, l'uranium pour le programme d'armement nucléaire soviétique vint des pays suivants (production minière uniquement) :
- 1945 : Union soviétique : 14,6 t
- 1946: Union soviétique : 50,0 t ; Allemagne de l'Est : 15 t ; Tchécoslovaquie : 18 t ; Bulgarie : 26,6 t
- 1947: Union soviétique : 129,3 t ; Allemagne de l'Est : 150 t ; Tchécoslovaquie : 49,1 t ; Bulgarie : 7,6 t ; Pologne : 2,3 t
- 1948: Union soviétique : 182,5 t ; Allemagne de l'Est : 321,2 t ; Tchécoslovaquie : 103,2 t ; Bulgarie : 18,2 t ; Pologne : 9,3 t
- 1949: Union soviétique : 278,6 t ; Allemagne de l'Est : 767,8 t ; Tchécoslovaquie : 147,3 t ; Bulgarie : 30,3 t ; Pologne : 43,3 t
- 1950: Union soviétique : 416,9 t ; Allemagne de l'Est : 1 224 t ; Tchécoslovaquie : 281,4 t ; Bulgarie : 70,9 t ; Pologne : 63,6 t[5]

À la fin des années 1960 démarre la production de la mine d'uranium de Krasnokamensk en Sibérie orientale.

### Conversion et enrichissement de l'uranium
Dans les années 1950, la conversion industrielle de concentrés d'uranium (yellow cake) sous forme d'hexafluorure d'uranium est mise au point dans le combinat chimique de Kirovo-Tchepetsk (usine no 752) pour la fabrication du combustible nucléaire.
En 1954 est fondée l'usine d'enrichissement de l'uranium de la Cité atomique d'Angarsk en Sibérie, puis Tomsk-7.

## Importants essais nucléaires soviétiques

### RDS-1
RDS-1, le premier essai atomique soviétique, le 29 août 1949 avait pour nom de code « Premier éclair » (Первая молния, ou Pervaia Molnia), et fut connu par le nom de code donné par les Américains « Joe 1 ». La conception de la bombe est très similaire à la première bombe au plutonium américaine « Fat Man », elle met en œuvre une conception avec des lentilles explosives pour l'implosion à base de TNT et d’hexogène.

### RDS-2
Le 24 septembre 1951, le dispositif RDS-2 d’une puissance de 38,3 kilotonnes fut testé. L’arme était une bombe à implosion à l’uranium dopé au tritium (et pas une conception à insertion comme la bombe américaine « Little Boy ») avec un noyau en lévitation. Cet essai reçut le nom de code « Joe-2 » par les analystes américains.

### RDS-3
RDS-3 était le troisième essai de bombe atomique soviétique. Le 18 octobre 1951, la bombe d’une puissance de 41,2 kilotonnes explosa. C’était une arme composite dopée, en effet, elle était composée d’un noyau de plutonium en lévitation et d'une enveloppe d'uranium 235. Connue sous le nom code Joe-3 aux États-Unis, c'était le premier essai soviétique de bombe parachutée. Larguée à une altitude de 10 km, elle explosa à 400 mètres d’altitude.

### RDS-4
La bombe RDS-4 était issue d’une branche de la recherche soviétique sur les petites armes tactiques. C'était un engin à fission dopée utilisant une conception avec un cœur de plutonium en lévitation. La bombe fut larguée le 23 août 1953, et développa 28 kilotonnes. En 1954, ce type de bombe fut également utilisé lors de l'exercice « Boule de neige » à Totskoïe ; l'arme fut larguée par un bombardier Tu-4 sur un champ de bataille simulé, en présence de 40 000 fantassins, de chars et d'avions de chasse. L’essai RDS-4 mettait en œuvre l'ogive du R-5M, le premier des missiles balistiques à moyenne portée dans le monde, qui fut testé avec une ogive réelle pour la première et seule fois le 2 février 1956.

### RDS-5
La bombe de l’essai RDS-5 avait une conception similaire à celle du RDS-4, mais c’était une bombe composite avec un noyau de plutonium et une enveloppe d'uranium 235.

### RDS-6
RDS-6, le premier essai soviétique d’une bombe à hydrogène, eut lieu le 12 août 1953. Il fut surnommé « Joe 4 » par les Américains. Elle utilisait une conception en millefeuille de combustibles de fission et de fusion (uranium 235 et deutérure de lithium 6) et développa une puissance de 400 kilotonnes, principalement due aux réactions de fission plutôt qu’à partir de celles de la fusion.

### RDS-9
Une version beaucoup moins puissante de la bombe utilisée pour l’essai RDS-4 avec un rendement de 3 à 10 kilotonnes. La bombe testée lors de l’essai RDS-9 avait été développée pour la torpille nucléaire T-5. Un essai sous-marin de 3,5 kilotonnes fut réalisé avec la torpille le 21 septembre 1955.

### RDS-37
Le premier essai soviétique d'une « vraie » bombe à hydrogène mégatonnique fut réalisée le 22 novembre 1955. Il fut nommé RDS-37 par les Soviétiques. La bombe avait une conception thermonucléaire multi-étages, à implosion par rayonnement appelée « troisième idée de Sakharov » en URSS et conception Teller-Ulam aux États-Unis.
RDS-1, RDS-6, et RDS-37 furent tous testés au site d'essais de Semipalatinsk au Kazakhstan.

### Tsar Bomba (RDS- 220)
La Tsar Bomba (Царь-бомба) était la plus grosse et la plus puissante arme nucléaire qui ait jamais explosé. C’était une bombe à hydrogène en trois étages ayant développé une puissance d'environ 50 mégatonnes, ce qui équivaut à dix fois le total de tous les explosifs utilisés durant la Seconde Guerre mondiale. Elle explosa le 30 octobre 1961, dans l'archipel de la Nouvelle-Zemble, et était conçue pour avoir une puissance d'environ 100 mégatonnes, mais fut volontairement réduite peu avant le lancement. Elle ne fut pas mise en service car c'était simplement un essai démonstratif sur les capacités de la technologie militaire de l'Union soviétique de l'époque. L'explosion fut suffisamment puissante pour provoquer des brûlures au troisième degré à 100 km de distance.

### Chagan
Le tir Chagan était effectué dans le cadre des explosions nucléaires pour l'économie nationale ou projet no 7, l'équivalent soviétique de l’opération américaine Plowshare pour enquêter sur les utilisations pacifiques de l'arme nucléaire. C’était une détonation souterraine, réalisée le 15 janvier 1965. L'emplacement était un lit asséché de la rivière Chagan au bord du site d'essais de Semipalatinsk, et fut choisi de telle sorte que la bordure du cratère fasse barrage à la rivière au cours de sa crue printanière.
Le cratère résultant du tir avait un diamètre de 408 mètres et avait 100 mètres de profondeur. Un grand lac (10 000 m3) se forma bientôt dans le cratère haut de 20 à 35 m, il est connu sous le nom lac Chagan ou lac Balapan.
La photo est parfois confondue avec l’essai RDS-1 dans la littérature.

## Villes secrètes
Pendant la guerre froide, l'Union soviétique avait créé au moins dix villes fermées, appelées Atomgrads, dans lesquelles la recherche et le développement liés aux armes nucléaires eurent lieu. Après la dissolution de l'Union soviétique, toutes les villes changèrent de nom (la plupart des noms de code d'origine étaient tout simplement l'oblast suivi d’un nombre). Toutes sont toujours légalement « fermées », même si certaines ont des quartiers accessibles aux visiteurs étrangers dotés de permis spéciaux (Sarov, Snezhinsk, et Zheleznogorsk).
| Nom de code                       | Nom actuel   | Oblast                   | Création | Fonctions principales                                        |
| --------------------------------- | ------------ | ------------------------ | -------- | ------------------------------------------------------------ |
| Arzamas-16                        | Sarov        | Oblast de Nijni Novgorod | 1946     | Conception et développement d'armements, assemblage d'ogives |
| Sverdlovsk-44                     | Novoouralsk  | Oblast de Sverdlovsk     | 1946     | Enrichissement d'uranium                                     |
| Tcheliabinsk-40 (par la suite 65) | Oziorsk      | Oblast de Tcheliabinsk   | 1947     | Production de plutonium, fabrication de composants           |
| Sverdlovsk-45                     | Lesnoï       | Oblast de Sverdlovsk     | 1947     | Enrichissement d'uranium, assemblage d'ogives                |
| Tomsk-7                           | Seversk      | Oblast de Tomsk          | 1949     | Enrichissement d'uranium, fabrication de composants          |
| Krasnoïarsk-26                    | Jeleznogorsk | Kraï de Krasnoïarsk      | 1950     | Production de plutonium                                      |
| Zlatooust-36                      | Triokhgorny  | Oblast de Tcheliabinsk   | 1952     | Assemblage d'ogives                                          |
| Penza-19                          | Zaretchny    | Oblast de Penza          | 1955     | Assemblage d'ogives                                          |
| Krasnoïarsk-45                    | Zelenogorsk  | Kraï de Krasnoïarsk      | 1956     | Enrichissement d'uranium                                     |
| Tcheliabinsk-70                   | Snejinsk     | Oblast de Tcheliabinsk   | 1957     | Conception et développement d'armements                      |

## Effets sur la santé publique et l'environnement
Les Soviétiques commencèrent à expérimenter la technologie nucléaire en 1943, et testèrent la première fois une arme nucléaire en août 1949. Beaucoup d’armes à fission relarguèrent des isotopes radioactifs qui contaminèrent l'air, l'eau et le sol dans les zones entourant immédiatement les tirs, mais également sous le vent et en aval des sites des explosions. Selon les documents que le gouvernement russe rendit publics en 1991, l'Union soviétique testa 969 engins nucléaires entre 1949 et 1990.:1 Les scientifiques soviétiques effectuèrent des essais avec peu d'égard pour l’environnement et la santé publique. Les effets néfastes des déchets toxiques générés par les essais et le traitement des matières radioactives se font encore sentir de nos jours. Des décennies plus tard, le risque de développer divers types de cancer, en particulier celui de la thyroïde et des poumons, continue d’être élevé bien au-dessus de la moyenne nationale dans les zones touchées.:1385 L’iode 131, un isotope radioactif qui est un sous-produit important des armes à fission, est retenu dans la glande thyroïde, si bien que ce type d'intoxication soit monnaie courante parmi les populations impactées.:1386
Les Soviétiques effectuèrent 214 tirs nucléaires à l'air libre entre 1949 et 1962, lorsque les Nations unies interdirent les essais atmosphériques au niveau mondial.:6 Les milliards de particules radioactives rejetées dans l’air exposèrent d'innombrables personnes à des matières extrêmement mutagènes et cancérigènes, entrainant une myriade de maladies et de malformations génétiques délétères. La majorité de ces tests eurent lieu sur le site d’essai de Semipalatinsk, situé dans le nord du Kazakhstan.:61 Les essais sur ce site exposèrent des centaines de milliers de citoyens kazakhs à des effets nocifs, et le site continue d'être l'un des endroits les plus radioactifs de la planète.:A167 Lorsque les premiers tests furent menés, les scientifiques, eux-mêmes, n'avaient qu'une mauvaise compréhension des effets à moyen et long terme de l'exposition aux rayonnements. En fait, le site d’essai de Semipalatinsk fut choisi comme site principal pour les essais atmosphérique précisément parce que les Soviétiques étaient curieux de connaître le potentiel de dommages durables que leurs armes pouvaient générer.:1389
La contamination de l'air et du sol due à des essais atmosphériques n'est qu'une partie d'un problème plus large. La contamination de l'eau en raison de la mauvaise élimination de l'uranium usagé et la déliquescence des sous-marins nucléaires coulés est un problème majeur dans la péninsule de Kola au nord-ouest de la Russie. Bien que le gouvernement russe affirme que les réacteurs radioactifs soient stables, les scientifiques restent gravement préoccupés au sujet des 32 000 éléments de combustible nucléaire usé qui subsistent dans les navires coulés.:A166 Il n'y a pas eu d'incidents majeurs autres que l'explosion et le naufrage d'un sous-marin nucléaire en août 2000, mais de nombreux scientifiques internationaux craignent l’érosion des coques, qui libérerait de l'uranium dans la mer et causerait une contamination importante.:A166 Bien que les sous-marins représentent un risque pour l'environnement, ils n'ont pas encore causé de préjudice grave pour la santé publique. Cependant, la contamination de l'eau dans la zone du site d'essai Maïak, en particulier au bord du lac Karatchaï, est extrême, et a atteint le point où les sous-produits radioactifs ont migré dans l'approvisionnement en eau potable. Cela est un sujet de préoccupation depuis le début des années 1950, lorsque les Soviétiques commencèrent à déposer des dizaines de millions de mètres cubes de déchets radioactifs par pompage dans le petit lac.:A165 Un demi-siècle plus tard, dans les années 1990, il y a encore des déchets émettant des centaines de millions de curies dans le lac, et à certains points la contamination est si importante qu'une simple exposition d’une demi-heure exposerait à une dose de rayonnement suffisante pour tuer 50 % des êtres humains.:A165 Bien que la zone entourant immédiatement le lac soit vide de toute population, le lac peut s’assécher en période de sécheresse. En 1967, il s’assécha et des vents emportèrent des poussières radioactives sur des milliers de kilomètres carrés, exposant au moins 500 000 personnes à un éventail de risques pour la santé.:A165 Pour contrôler la poussière, les scientifiques soviétiques ajoutèrent du béton au-dessus du lac. Bien que ce soit efficace pour réduire la quantité de poussière, le poids du béton poussa les matières radioactives vers le bas et les mit en contact plus étroit avec les eaux souterraines.:A166 Il est difficile de mesurer les effets globaux sur la santé et l'environnement de la contamination de l'eau au lac Karatchaï parce que les chiffres de l'exposition des civils ne sont pas disponibles, ce qui rend difficile le fait de montrer un lien de causalité entre les taux de cancer élevés et la pollution radioactive propre du lac.
Les efforts contemporains pour gérer la contamination radioactive de l'Union soviétique sont peu nombreux et espacés. La sensibilisation du public aux dangers passés et présents, ainsi que l'investissement du gouvernement russe dans les efforts de nettoyage, sont freinés par le manque d'attention des médias sur le site de Semipalatinsk et d'autres sites en comparaison à des incidents nucléaires isolés telles que Hiroshima, Nagasaki, Tchernobyl et Three Mile Island. Les mesures de nettoyage semblent être motivées par des considérations économiques plutôt que la santé publique. La législation politique la plus importante dans ce domaine est un projet d'accord pour transformer l'ancien complexe d'armes Mayak déjà contaminé en un site de stockage international de déchets radioactifs, les pays tiers intéressés confiant les sous-produits radioactifs de leur industrie nucléaire aux Russes moyennant finances.:A167 Bien que le projet de loi prévoit que les recettes iront à la décontamination d'autres sites d’essais tels que Semipalatinsk et la péninsule Kona, les experts doutent que cela va réellement se produire étant donné le climat politique et économique actuel en Russie.:A168